# Biserica „Sfânta Ecaterina” din Lipcani
Biserica „Sf. Ecaterina” este o biserică amplasată în Lipcani, raionul Briceni, Republica Moldova. Este un monument arhitectural de importanță națională inclus în Registrul monumentelor Republicii Moldova ocrotite de stat cu nr. 12 (raionul Briceni). Datează din 1835-1837, anii 1930.